# Colossendeis aperta
Colossendeis aperta is een zeespin uit de familie Colossendeidae. De soort behoort tot het geslacht Colossendeis. Colossendeis aperta werd in 2005 voor het eerst wetenschappelijk beschreven door Turpaeva. 